# Krościenko Wyżne (gmina)
Krościenko Wyżne – gmina wiejska w województwie podkarpackim, w powiecie krośnieńskim. W latach 1994–1998 gmina położona była w województwie krośnieńskim.
Siedziba gminy to Krościenko Wyżne.
Według danych z 30 czerwca 2004 gminę zamieszkiwały 5102 osoby. Natomiast według danych z 31 grudnia 2017 roku gminę zamieszkiwało 5610 osób.
Na terenie gminy funkcjonowało lotnisko Iwonicz, które dnia 1 stycznia 2021 roku zostało włączone do Krosna.

## Historia
Gmina zbiorowa Krościenko Wyżne powstała 30 grudnia 1994 z części obszaru gminy Korczyna. W jej skład weszły wsie Krościenko Wyżne i Pustyny oraz przysiółek Łążek.

## Struktura powierzchni
Według danych z roku 2002 gmina Krościenko Wyżne ma obszar 16,33 km², w tym:
- użytki rolne: 95%
- użytki leśne: 2%

Gmina stanowi 1,77% powierzchni powiatu.

## Demografia

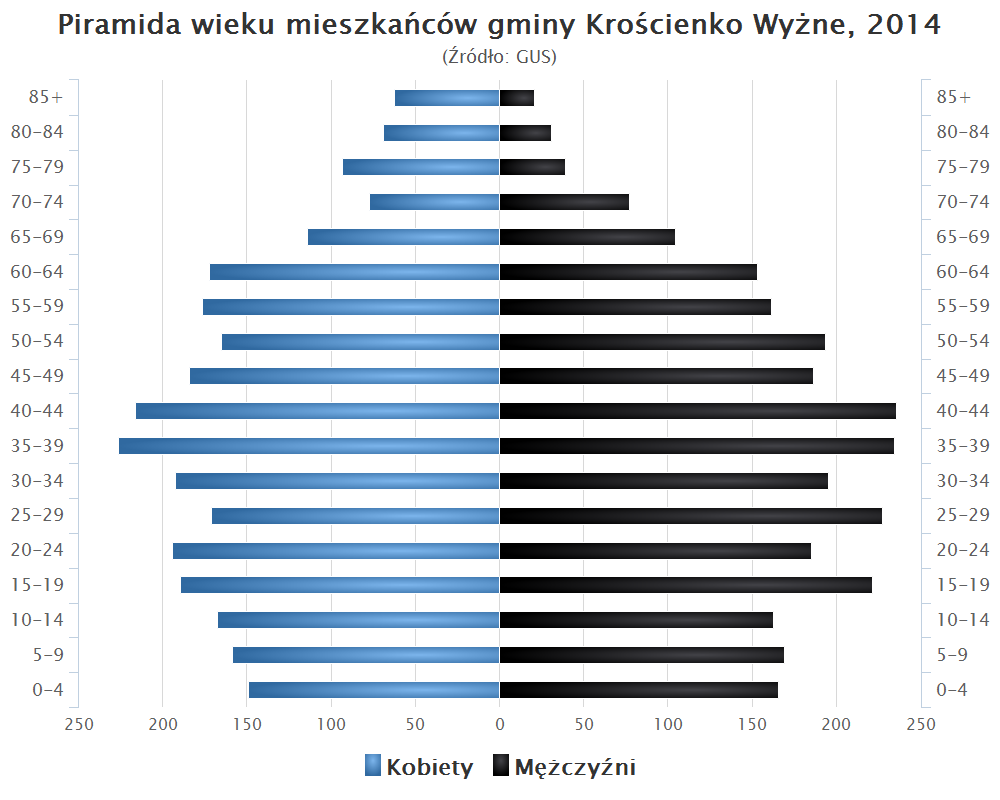
Piramida wieku mieszkańców gminy Krościenko Wyżne w 2014 roku

Dane z grudnia 2023 roku.
| Miejscowość      | Razem | Wiek <18 lat | Od 18 | Wiek <18 lat | Wiek <18 lat | Od 18 | Od 18 | 18<60 | 18<65 | Od 60> | Od 65> | Razem | Razem |
| Miejscowość      | Razem | Wiek <18 lat | Od 18 | K            | M            | K     | M     | K     | M     | K      | M      | K     | M     |
| Krościenko Wyżne | 4421  | 826          | 3595  | 401          | 425          | 1821  | 1774  | 1275  | 1465  | 546    | 309    | 2222  | 2199  |
| Pustyny          | 1074  | 193          | 881   | 72           | 121          | 438   | 443   | 301   | 354   | 137    | 89     | 510   | 564   |
| Razem            | 5495  | 1019         | 4476  | 473          | 546          | 2259  | 2217  | 1576  | 1819  | 683    | 398    | 2732  | 276   |

## Sołectwa
Krościenko Wyżne, Pustyny

## Sąsiednie gminy
Haczów, Korczyna, Krosno, Miejsce Piastowe